# Arthur Shaw
Arthur Briggs „Art” Shaw (ur. 28 kwietnia 1886 w Joliet, zm. 18 lipca 1955 w Altadenie) – amerykański lekkoatleta specjalizujący się w krótkich biegach płotkarskich, uczestnik letnich igrzysk olimpijskich w Londynie (1908), brązowy medalista olimpijski w biegu na 110 metrów przez płotki.
Wielokrotnie startował w finałach mistrzostw Stanów Zjednoczonych, zdobywając cztery medale w biegu na 110 metrów przez płotki: dwa złote (1908, 1911) oraz dwa srebrne (1907, 1909). W 1908 r. zwyciężył w amerykańskich kwalifikacjach olimpijskich i reprezentował Stany Zjednoczone na olimpiadzie w Londynie, podczas której zdobył brązowy medal w biegu na 110 metrów przez płotki. Również w 1908 r. zdobył złoty medal mistrzostw Intercollegiate Association of Amateur Athletes of America w biegu na 120 jardów przez płotki.
Rekord życiowy w biegu na 110 metrów przez płotki: 15,0 s. – Chicago, 12.09.1908.